# Tuman bay I
Tuman bay I, född före 1501, död efter 1501, var en egyptisk regent. Han var sultan i mamlukdynastins Egypten mellan 1501 och 1501.